# بلی (شهر)
شهر بلی (به روسی: Белый) شهر کوچکی است که در استان تور واقع در ناحیه فدرالی مرکزی کشور روسیه قرار دارد.